# Plevna (okręg Călărași)
Plevna – wieś w Rumunii, w okręgu Călărași, w gminie Lupșanu. W 2011 roku liczyła 688 mieszkańców.